# Angela Schijf
 (octobre 2018).
Si vous disposez d'ouvrages ou d'articles de référence ou si vous connaissez des sites web de qualité traitant du thème abordé ici, merci de compléter l'article en donnant les références utiles à sa vérifiabilité et en les liant à la section « Notes et références ».
Angela Schijf de son vrai nom Angela Van Landuyt-Schijf, née le 6 août 1979 à Uithoorn, est une actrice et doubleuse belgo-néerlandaise.

## Filmographie

### Cinéma
- 1998	: Goede tijden, slechte tijden: De reünie (nl) : Kim Verduyn
- 2000 : Le Lion d'Oz de Tim Deacon : Caroline[2]
- 2000 : Nacht in de stad de Boris Paval Conen : la danseuse[3]
- 2001 : L'Ascenseur : Niveau 2 de Dick Maas[4]
- 2001 : I Love You Too (en) de Ruud van Hemert : Reza[5]
- 2003 : The Archives (nl) de Pieter Kuijpers[6]
- 2003 : Godforsaken (en) de Pieter Kuijpers : Anna Sprengers
- 2005 : Gruesome School Trip de Pieter Kuijpers : Zuster Ursula[7]
- 2010 : De eetclub (nl) de Robert Jan Westdijk : Babette Struyk[8]
- 2011 : Mega Mindy en de Snoepbaron (nl) de Vincent Rouffaer[9]
- 2012 : De overloper (nl) de Fons Merkies[10]
- 2013 : Daylight de Diederik van Rooijen : Iris[11]
- 2015 : Clean Hands (nl) de Tjebbo Penning : Chantal[12]
- 2016 : De Prinses op de Erwt: Een Modern Sprookje (nl) : Marjon Kaspers
- 2017 : Storm: Letters van Vuur (nl) de Dennis Bots : Cecilia[13]

### Téléfilms
- 1993–1995 :Oppassen!!! (nl) : Dorine
- 1996 : M'n dochter en ik (nl) : Emma Timmers
- 1996 : Ik ben je moeder niet (nl) : Denise
- 1996-1999 : Goede tijden, slechte tijden de Reg Watson : Kim Azalaia-Verduyn
- 1998 : 12 steden, 13 ongelukken (nl) : Dorith
- 1999 : Baantjer: Marieke van Dijk
- 1999-2000 : Babes : Suzanne[14]
- 2001 : Dok 12 : Julia
- 2001 : Costa! (nl) : Fabiënne
- 2002-2005 : Meiden van de Wit (nl)[15]
- 2005–2006 : Lieve Lust (nl) : Nikki
- Depuis 2007 : Flikken Maastricht : Eva van Dongen[16]
- 2007 : Sinterklaasjournaal (nl) : Juf Marloes
- 2006 : Aspe : Sylvia Arnolds
- 2013 : Van God Los (nl) : Chantal
- 2017 : Meisje van plezier (nl) : Nadine

## Doublage

### Cinéma
- 2001 : Shrek de Andrew Adamson et Vicky Jenson : princesse Fiona
- 2004 : Shrek 2 de Andrew Adamson, Kelly Asbury et Conrad Vernon : princesse Fiona
- 2005 : Le Petit Grille-pain courageux : Broodrooster
- 2007 : Streep Wil Racen : Channing
- 2007 : Shrek le troisième de Chris Miller et Raman Hui : princesse Fiona
- 2008 : Wonderwinkel Van Mr. Magorium : Molly
- 2008 : La Fée Clochette : Clochette
- 2009 : Clochette et la Pierre de lune : Clochette
- 2009 : Le Chihuahua de Beverly Hills de Raja Gosnell : Chloe
- 2009 : Alvin et les Chipmunks 2 de Betty Thomas et Jon Vitti : Britney
- 2010 : Clochette et l'Expédition féerique : Peter Pan
- 2010 : Shrek 4 : Il était une fin de Mike Mitchell : princesse Fiona

### Téléfilms
- 1998–2004 : La Famille Delajungle : Eline Berenklauw
- 2006 : Bratz: De Geeste In de Fles : Cloe
- 2006 : Bratz: Forever Diamondz : Cloe
- 2001–2005 : Sourire d'enfer : Sharon Spitz
- 2001–2003 : Jim Bouton : princesse Lisi
- 2002 : Rotkat Ralph : Sarah
- 2003 : Digimon de Akiyoshi Hongō : Patamon	nasynchronisatie
- 2004 : Popeye's Voyage: The Quest for Pappy (nl) : Olijfje
- 2000-2007 : Bratz : Cloé
- 2008 : L'Île des défis extrêmes de Jennifer Pertsch et Tom McGillis : Bridgette

## Théâtre
- 2000-2001 : 42nd Street
- 2002-2003 : Momenten van Geluk
- 2006 : Glazen Speelgoed
- 2011 : Blind Vertrouwen (nl)
- 2015-2016 : Kreutzersonate: "als het verlangen maar stopt
- 2017-2018 : 4 jaargetijden
- 2018 : La Superba - Toneelgroep Maastricht

## Vie privée
Depuis 2002, elle est l'épouse de l'acteur et chanteur néerlandais Tom Van Landuyt (en). De cette union naissent trois filles, prénommées.
- Mensje Frédérique Van Landuyt
- Zus Marie Van Landuyt
- Bloem Van Landuyt